# LudOuest
 (juin 2016).
Si vous disposez d'ouvrages ou d'articles de référence ou si vous connaissez des sites web de qualité traitant du thème abordé ici, merci de compléter l'article en donnant les références utiles à sa vérifiabilité et en les liant à la section « Notes et références ».
LudOuest (depuis 2019, Les 24 heures du jeu de 2007 à 2018) est un festival de jeux se déroulant chaque fin d’année à Theix-Noyalo, en Bretagne. Il a été créé en 2007. Évènement d’abord biannuel, l'édition « d'été » avait généralement lieu en mai ou juin et celle « d'hiver » fin novembre ou début décembre.
Depuis 2012, le festival devient annuel ; l'édition d'été est remplacé par un autre festival : Ramène tes jeux.
Une particularité de ce festival (à laquelle il doit son nom) est qu'il se déroule sans discontinuer du samedi au dimanche et que l'accueil comme l'animation sont assurés même de nuit. En réalité, le festival dure généralement 28 heures.

## Organisation
Le festival est tout public, s'adressant autant aux passionnés du monde du jeu qu'au grand public. L'entrée est gratuite.
Articulé autour d'une association dédiée travaillant de concert avec la mairie de Theix-Noyalo et le conseil départemental du Morbihan, il est animé par des bénévoles et des professionnels issus de nombreuses associations de Bretagne et des auteurs et éditeurs de jeux.
Il se tient pour l'instant dans le gymnase omnisports de Theix, ainsi que des salles attenantes (salle Pierre-Dosse et salle de l'Hermine).

## Historique et fréquentation
Les deux éditions du festival sont assez différentes, tant du point de vue organisation que fréquentation. Celle « d'été » est vue comme plus légère, offrant aux visiteurs une distraction le temps d'un week-end, et l'occasion pour l'organisation de tester de nouvelles idées à format plus réduit. Celle « d'hiver » attire généralement plus de visiteurs, dans des locaux plus grands, et sert pour nombre d'entre eux de « test » pour les cadeaux des fêtes de fin d'année.
- Été 2007 : 1re édition, née au départ de la volonté d'un évènement promotionnel pour un commerce de Vannes et de la bonne volonté d'une association de jeux de rôles locale, la Ligue des Rôlistes Extraordinaires.
- Hiver 2007 : parti pour n’être qu’annuel, devant le succès de la première édition, une deuxième édition a lieu seulement quelques mois plus tard (notamment sur la suggestion de la mairie de Theix) ; cette 2e édition vise à renouveler une expérience enrichissante pour ses organisateurs et divertissante pour les visiteurs. Plusieurs centaines de personnes y participent.
- Été 2008 : la 3e édition attire plus de 500 visiteurs.
- Hiver 2008 : la 4e édition attire plus de 800 visiteurs.
- Été 2009 : La cinquième édition est reportée pour des raisons d'organisation, la taille du festival exigeant un remaniement.
- Hiver 2009 : la 5e édition dépasse les 1 000 visiteurs.
- Été 2010 : 6e édition. Une équipe de coordination est créée pour coordonner les dizaines d'acteurs impliqués (associations, partenaires, sponsors…). Plus de 1 200 visiteurs sont au rendez-vous.
- Hiver 2010 : 7e édition. Considérée comme un tournant dans l'histoire du festival, elle est marquée par la création d'une association dédiée au festival, une forte augmentation de son budget et, de manière générale, la fin d'un certain amateurisme. C'est lors de cette édition que se présentent les premiers partenaires « internationaux » de l'évènement. L'objectif de 1 500 visiteurs sera atteint.
- Été 2011 : en raison de travaux, la 8e édition du festival (16 et 17 avril 2011) est d'ampleur plus modeste. 1 500 personnes s'y sont rendus.
- Hiver 2011 : les 29 et 30 octobre, la 9e édition rassemble environ 2 800 personnes.
- Hiver 2012 : les 27 et 28 octobre, la 10e édition attire près de 3 500 visiteurs. Philippe des Pallières en est l'invité d'honneur.
- Hiver 2013 : les 26 et 27 octobre, Roberto Fraga est l'invité d'honneur de la 11e édition.

Le festival, toujours d'ampleur régionale, vise de plus en plus une ouverture nationale, et draine actuellement des visiteurs de tout le Grand Ouest, bien que principalement originaires du Morbihan.

## Animations
LudOuest se veut promoteur du « jeu sous toutes ses formes » et propose des activités très diverses :
- jeu de société, généralement modernes, mais aussi plus classiques (comme les échecs, le jeu de go, le bridge…);
- jeu de rôle, en initiation comme pour joueurs confirmés;
- jeu de cartes à collectionner;
- jeu de guerre;
- jeu d'adresse, principalement des jeux en bois de grande taille;
- jeu vidéo;
- une Murder party pendant la soirée.
- escape game

Le festival comporte également diverses activités dites « de l'imaginaire » qui se traduisent souvent par des animations venant rythmer le festival : théâtre d'improvisation, conte…